# Impatiens tongbiguanensis
Impatiens tongbiguanensis är en balsaminväxtart som beskrevs av S. Akiyama och H. Ohba. Impatiens tongbiguanensis ingår i släktet balsaminer, och familjen balsaminväxter. Inga underarter finns listade i Catalogue of Life.